# Christiane Schröter
Christiane Zwanette Helene Wobbine Marie Schröter (* 5. November 1907 in Großwolde als Christiane Zwanette Helene Wobbine Marie Kramer; † 8. Januar 1979 in Leer) war eine deutsche Sportpädagogin.

## Leben und Wirken
Christiane Kramer/Schröter war eine Tochter des Volksschullehrers Heinrich Kramer und dessen Ehefrau Helene Luise, geborene Heits. Sie besuchte das Leeraner Lyzeum und legte dort 1925 die Abiturprüfung ab. Ein Studium an der Berliner Hochschule für Leibesübungen absolvierte sie zur selben Zeit wie Sepp Herberger. 1931 legte sie bei Carl Diem das Diplom zur Sportlehrerin ab. Anschließend arbeitete sie als Sportlehrerin bei Schulen und Vereinen in Berlin.
In den 1920er und 1930er Jahren wurde Kramer eine bedeutende Sportlerin auf nationalem und internationalem Niveau, die bei Hochschul-, Landes- und Deutschen Meisterschaften im 800-Meter-Lauf und im Diskuswurf antrat. 1928 reiste sie mit ihrer Hochschule zu den Olympischen Sommerspielen von Amsterdam. Sie gewann die Internationalen Deutschen Hochschulmeisterschaften im 800-Meter-Lauf der Jahre 1928, 1930 und 1931 und wurde im Jahr 1928 deutsche Vizemeisterin. In den Jahren 1928, 1930 und 1931 wurde sie zudem deutsche Hochschul-Vizemeisterin im Diskuswurf. Im Jahr 1930 erreichte sie, für die Berliner Turnerschaft startend, Platz sechs in der Deutschen Bestenlisten. Darüber hinaus nahm sie an Wettbewerben im Kugelstoßen, Rudern und dem 1500-Meter-Lauf teil und trat für den SC Brandenburg im Hockey an. Mit ihren Erfolgen stellte sie historisch betrachtet eine der erfolgreichsten Sportlerinnen Ostfrieslands dar. Kramer besaß zudem alle Segelflugscheine und organisierte in Berlin Skitouren, die in den Dolomiten stattfanden.
1946 zog mit dem Nachnamen Schröter nach Ihrhove. Danach unterrichtete sie lange Sport an mehreren Schulen. In Ihrhove leistete sie ab 1962 Pionierarbeiten im Sport für Hausfrauen. Besonders verdient machte sie sich im Schwimmunterricht. In den Sommerferien der 1960er Jahre schuf sie für Kinder und Jugendliche die Möglichkeit, Vor- und Nachmittags mit dem Bus das Freibad an der Georgstraße in Leer zu erreichen, wo sie Schwimmunterricht gab.
Neben der Unterstützung des Schulschwimmens ließ sie 1967 aus eigenem Antrieb in ihrem Garten ein Lehrschwimmbecken bauen. Hier absolvierten zahlreiche Personen aus Overledingen den „Freischwimmer“. Darüber hinaus engagierte sie sich im Training zahlreicher Mannschaften der damaligen Volksschule in Ihrhove und im Sportverein Concordia Ihrhove von 1945. Ihre Schüler schnitten erfolgreich bei Waldläufen ab. Mit ihrer Arbeit erreichte sie eine große Breitenwirkung bei den Einwohnern des Overledinger Landes.
Nach dem Ende ihrer aktiven Berufszeit erhielt sie 1975 das Verdienstabzeichen in Silber der Deutschen Lebensrettungsgesellschaft (DLRG). Im selben Jahr bekam sie die Verdienstmedaille des Verdienstordens der Bundesrepublik Deutschland.
Schröter erkrankte kurz vor Lebensende und starb in einem Krankenhaus von Leer. Ihr Grab befindet sich auf dem Friedhof bei der evangelisch-reformierten Kirche in Großwolde. Seit dem 5. November 1980 erinnert die Christiane-Schröter-Straße am Sportzentrum Ihrhove an die ehemalige Sportlerin und Pädagogin.

## Familie
Schröter war seit der Hochzeit 1938 in Berlin verheiratet mit Herbert Schröter (* 1909 in Berlin). Ihr Ehemann war Lehrer für Englisch, Französisch und Sport am Ubbo-Emmius-Gymnasium Leer und engagierte sich als Sportfunktionär in Niedersachsen sowie am Aufbau der DLRG in Ostfriesland. Das Ehepaar hatte zwei Söhne: der ältere Sohn studierte an der Kölner Sporthochschule, arbeitete danach als Sportpädagoge und stellvertretender Schulleiter in Leer. Später wurde er Gründungsdirektor des Gymnasiums von Rhauderfehn. Der jüngere Sohn arbeitete als Sportökonom.